# إيلين جوزيه
إيلين جوزيه (بالإنجليزية: Ellen Jose)‏ هي رسامة ومصورة أسترالية، ولدت في 1951 في كيرنز في أستراليا، وتوفيت في 2017.